# Ordre de la Valeur
L'ordre de la Valeur est la plus haute décoration honorifique camerounaise. Il récompense les services éminents rendus à l'État du Cameroun.
Il comprend sept grades : chevalier, officier, commandeur, grand officier, grand-croix, grand collier et grand cordon. Les nominations et promotions, contingentées à 200 par an, ont lieu le 20 mai de chaque année, jour de la Fête nationale.

## Rubans
Un premier ruban est en vigueur de la création de l'ordre en 1957. Il reprend les couleurs du drapeau national. En 1972, statuts actuels, le ruban est celui présentée ci-dessous.
| Chevalier | Officier | Commandeur | Grand officier | Grand-croix |
| --------- | -------- | ---------- | -------------- | ----------- |
|           |          |            |                |             |

## Récipiendaires notables

### Chevalier
- Feu Effa henri
- Mahamat Abdoulkarim
- Docteur Charlotte Tchemy
- Professeur Tchawa Paul
- Nguemo Lucas, greffier en chef du tribunal de grande instance de Bafoussam

### Officier
- Emmanuel Richard Priso Ngom Priso
- Docteur Charlotte Tchemy
- Ekambi Brillant, artiste et chanteur camerounais

### Commandeur
- Celestin Bedzigui, President du PAL, Elu local, Canditat a l'election presidentielle de 2025
- Abel Moumé Etia, ingénieur météorologue, haut-fonctionnaire et écrivain camerounais
- Emmanuel Bonde, haut fonctionnaire camerounais
- Awono Louis Thadée, capitaine de frégate, chef de bureau au commissariat à l'état-major de la Marine à Yaoundé (31 août 2021).
- Francis Ngannou, champion du monde des arts martiaux mixtes
- Joël Hans Embiid, joueur de basketball NBA
- Olivette Otele, professeur d'histoire coloniale à l'université de Bristol
- John Nkengasong, coordinateur mondial de la lutte, du contrôle et de la prévention des maladies à Yaoudé.
- Emmanuel Poueme, ex cadre supérieur et responsable politique